# Болибоки (Дергачёвский район)
Болибоки (укр. Болибоки), село, 
Дергачевский городской совет,
Дергачёвский район,
Харьковская область.
Код КОАТУУ — 6322010102. Население по переписи 2001 года составляет 26 (9/17 м/ж) человек.

## Географическое положение
Село Болибоки находится в 4-х км от реки Лопань (правый берег), на расстоянии в 2 км расположены сёла Маслии, Мищенки, Замерцы.
Рядом с селом садовые участки, за которыми расположен банный комплекс Болибоки.
По селу протекает пересыхающий ручей с несколькими запрудами. Один из прудов БК Болибоки зарыбил карпом и белым амуром.
Рядом проходит автомобильная дорога Т-2103.

## История
- 1680 - дата основания.